# Lindenhurst
Lindenhurst – wieś w Stanach Zjednoczonych, w stanie Illinois, w hrabstwie Lake.